# Persone di cognome Flynn
| Questa pagina contiene informazioni ricavate automaticamente dalle voci biografiche con l'ausilio del template Bio e di un bot. L'aggiornamento è periodico e automatico e ricostruisce completamente la pagina. Se manca una persona in questa lista, sei pregato di non aggiungerla, ma accertati piuttosto che la sua voce biografica contenga il template Bio e che i dati anagrafici siano correttamente compilati. Se il template Bio manca, inseriscilo tu stesso o, in alternativa, metti l'avviso {{tmp\|Bio}} che ne segnala la mancanza. Se i dati riportati sono sbagliati, correggi direttamente la voce biografica; le modifiche saranno visibili in questa lista entro pochi giorni. Per chiarimenti vedi il progetto biografie. La lista contiene solo le 42 persone che sono citate nell'enciclopedia e per le quali è stato implementato correttamente il template Bio. Pagina aggiornata al 3 nov 2022. |

Questa è una lista di persone presenti nell'enciclopedia che hanno il cognome Flynn, suddivise per attività principale.

## Allenatori di calcio(2)
- Brian Flynn, allenatore di calcio e ex calciatore gallese (Port Talbot, n.1955)
- Sean Flynn, allenatore di calcio e ex calciatore inglese (Birmingham, n.1968)

## Attori(12)
- Barbara Flynn, attrice inglese (Hastings, n.1948)
- Brandon Flynn, attore statunitense (Miami, n.1993)
- Eric Flynn, attore britannico (Hainan, n.1939 - Pembrokeshire, † 2002)
- Errol Flynn, attore statunitense (Hobart, n.1909 - Vancouver, † 1959)
- Jerome Flynn, attore britannico (Bromley, n.1963)
- Joe Flynn, attore e doppiatore statunitense (Youngstown, n.1924 - Beverly Hills, † 1974)
- Maurice Bennett Flynn, attore statunitense (Greenwich, n.1892 - Camden, † 1959)
- Neil Flynn, attore statunitense (Chicago, n.1960)
- Rita Flynn, attrice statunitense (Tucson, n.1905 - Los Angeles, † 1973)
- Rome Flynn, attore, musicista e modello statunitense (Springfield, n.1991)
- Sean Flynn, attore e chitarrista statunitense (Los Angeles, n.1989)
- Sean Michael Flynn, attore, regista e sceneggiatore britannico (Londra, n.1985)

## Attori pornografici(1)
- Dean Flynn, attore pornografico statunitense (New York, n.1981)

## Calciatori(2)
- Mike Flynn, ex calciatore inglese (Oldham, n.1969)
- Ryan Flynn, calciatore scozzese (Edimburgo, n.1988)

## Cestisti(4)
- Jim Flynn, cestista irlandese (Waterford, n.1921 - Fermoy, † 2006)
- Jonny Flynn, ex cestista statunitense (Niagara Falls, n.1989)
- Malachi Flynn, cestista statunitense (Tacoma, n.1998)
- Mike Flynn, ex cestista statunitense (Casablanca, n.1953)

## Danzatori(1)
- Bernadette Flynn, danzatrice irlandese (Nenagh, n.1979)

## Doppiatori(1)
- Quinton Flynn, doppiatore, attore e scrittore statunitense (Cleveland, n.1964)

## Fotoreporter(1)
- Sean Flynn, fotoreporter e attore statunitense (Los Angeles, n.1941 - Cambogia)

## Giocatori di football americano(1)
- Matt Flynn, ex giocatore di football americano statunitense (Tyler, n.1985)

## Graffiti writer(1)
- Ben Eine, writer inglese (Londra, n.1970)

## Ingegneri(1)
- Michael J. Flynn, ingegnere e informatico statunitense (New York City, n.1934)

## Musicisti(1)
- Johnny Flynn, musicista, cantante e attore sudafricano (Johannesburg, n.1983)

## Pastori protestanti(1)
- John Flynn, pastore protestante australiano (Moliagul, n.1880 - Sydney, † 1951)

## Politici(3)
- Michael T. Flynn, politico e generale statunitense (Middletown, n.1958)
- Pádraig Flynn, politico irlandese (Castlebar, n.1939)
- Raymond Flynn, politico, diplomatico e ex cestista statunitense (Boston, n.1939)

## Psicologi(1)
- James R. Flynn, psicologo e accademico statunitense (Washington, n.1934 - Dunedin, † 2020)

## Pugili(1)
- Edward Flynn, pugile statunitense (New Orleans, n.1909 - Tampa, † 1976)

## Registi(2)
- Emmett J. Flynn, regista statunitense (Denver, n.1892 - Hollywood, † 1937)
- John Flynn, regista e sceneggiatore statunitense (Chicago, n.1932 - Pacific Palisades, † 2007)

## Rugbisti a 15(1)
- Corey Flynn, rugbista a 15 neozelandese (Invercargill, n.1981)

## Schermidori(1)
- James Flynn, schermidore statunitense (Paterson, n.1907 - West Orange, † 2000)

## Scrittori(3)
- Gillian Flynn, scrittrice e sceneggiatrice statunitense (Kansas City, n.1971)
- Ian Flynn, scrittore e fumettista statunitense (n.1982)
- Vince Flynn, scrittore statunitense (Saint Paul, n.1966 - Saint Paul, † 2013)

## Siepisti(1)
- Patrick Flynn, siepista e mezzofondista statunitense (Bandon, n.1894 - New York, † 1969)